# IMAM Ro.1
El IMAM Ro.1, fue un biplano monomotor de reconocimiento]] y bombardeo ligero producido por la división aeronáutica de la firma italiana radicada en Nápoles propiedad del ingeniero y empresario Nicola Romeo, Officine Ferroviarie Meridionali (OFM); que, posteriormente en 1936 al ser adquirida por la Società Italiana Ernesto Breda fue reorganizada como IMAM . Era una versión producida bajo licencia a partir de marzo de 1927 de la versión del biplano de diseño holandés Fokker C.VE.

## Desarrollo

### Fokker C.V
El Fokker C.V fue un biplano con estructura mixta, La estructura de su fuselaje estaba construido a base de tubos de acero soldados, mientras que las alas eran de madera, todo ello con recubrimiento textil. Voló por primera vez en 1924 y podía usarse para una amplia variedad de tareas, en particular reconocimiento, cooperación con el ejército y bombardeo ligero, pero también como caza. Las diferentes versiones del Fokker C.V se caracterizaron por poder estar propulsados por una amplia gama de motores y utilizar alas de diferentes envergaduras; en total, se podía optar por cinco tipos de alas para esta familia de aviones, por lo que en todas sus versiones tuvo un considerable éxito de exportación.

### Romeo Ro.1
En 1925, OFM compró los derechos de producción de la versión C.VE, considerado en su momento el mejor modelo para la observación, una versión caracterizada por una configuración de ala biplano-sesquiplano con montantes en forma de 'N'. Inicialmente, mientras que la cadena de producción se instaló en Italia, los primeros ejemplares se construyeron en las plantas neerlandesas de Fokker, entre los que se contaban operarios italianos. Los primeros ejemplares italianos abandonaron las plantas napolitanas en marzo de 1927, adoptando mejoras en el tren de aterrizaje e incorporando una aleta en la parte inferior del fuselaje, una solución que mejoró la estabilidad. El Ro.1 adoptó un motor radial de nueve cilindros Alfa Romeo Jupiter, versión producida bajo licencia del Bristol Jupiter IV .

## Diseño
El Ro.1 era un biplano de aspecto clásico para su época; un monomotor de construcción mixta, tren de aterrizaje fijo y con dos plazas en la versión más producida.
Al igual que el modelo del que derivaba, el fuselaje tenía una estructura de tubos de acero soldados cubiertos con tela. Normalmente, se caracterizó por la presencia de dos cabinas en tándem, la delantera para el piloto y la trasera para el observador/artillero, quien en las versiones de bombardeo, y equipado con cortinas laterales, también asumió el papel de apuntador. Para aumentar la estabilidad se introdujo una aleta adicional instalada en el área ventral del fuselaje, cerca de la cola, una solución que no estaba presente en el C.V original. Posteriormente, también se produjo una versión tándem con tres cabinas, con la posición central reservada para el apuntador, que se utilizó principalmente para la evacuación de personal de áreas que no están directamente controladas. La parte trasera terminaba en una cola clásica de empenaje simple con planos horizontales de refuerzo triangular.
La configuración del ala era biplano-sesquiplana, caracterizada por un ala inferior montada baja, considerablemente más pequeña y desplazada hacia la parte trasera, y por un ala superior, montada en alto en parasol, que integraba los alerones. Las dos alas estaban conectadas entre sí por una serie de montantes en 'N'. El tren de aterrizaje era fijo, simple, con unas resistentes patas delanteras equipadas con un dispositivo de absorción de impactos, una solución introducida en la producción italiana y que estaba ausente en el Fokker original; integrado en la parte trasera, un patín de cola montado en una estructura también amortiguada.
La propulsión fue confiada a un motor radial de nueve cilindros, inicialmente un Alfa Romeo Jupiter; una versión también producida en Italia bajo licencia de la Bristol Aeroplane Company, capaz de entregar una potencia de 309 kW (420 hp). El motor se montó sobre una estructura metálica con las cabezas de los cilindros libres, sin ningún dispositivo aerodinámico o carenado, capaz de recibir el aire de refrigerado directamente del movimiento de la hélice; esta última era normalmente de paso fijo de dos palas, con el cubo encerrado en un cono aerodinámico. En la versión Ro.1bis, la última producida, el motor fue reemplazado por el más potente Piaggio P.VIII de 373 kW (500 hp) combinado, a veces, con una hélice cuatripala.

## Historia operacional
La Regia Aeronautica usó el Ro.1 en el teatro colonial, en la campaña de Distrito de Al Jabal al Akhdar (agosto de 1924-septiembre de 1927) en el ámbito de la Pacificación de Libia. La aviación de basada en la Cirenaica recibió la Medalla de Bronce por su valor militar. En 1930 estaban en servicio en el 89.º Escuadrón de Mellaha (Trípoli), en el 16.º Escuadrón de Benina, cerca de Bengasi, en el 37.º Escuadrón en Tobruk, en una Sección del 12º Escuadrón de Hon, una sección del 23.º Escuadrón de Apolonia y una sección de la 26ª escuadrilla de Barca.
Los escuadrones equipados con este avión participaron en el bombardeo de Kufra en 1931, durante la conquista italiana de la misma. Bombarderos discretos y buenos exploradores, a principios de la década de 1930 empezaban a estar obsoletos cuando fueron utilizados durante la segunda guerra ítalo-etíope, por el 1.er Escuadrón de Somalia, y los 34.º, 38.º, 41.º, 116.º, 118.º y 131.º destacados en Libia.
Permaneció en servicio de primera línea hasta 1935, pasando progresivamente en los años posteriores al papel de entrenador de observadores en las escuelas de vuelo de la Regia. Finalmente fue dado de baja al comienzo de la Segunda Guerra Mundial.
El éxito de la aeronave y la experiencia adquirida en la construcción y servicio operacional llevaron al desarrollo de los posteriores IMAM Ro.30 e IMAM Ro.37.

## Variantes
Ro.1
Variante inicial con motor Alfa Romeo Jupiter, 277 construidos.
Ro.1bis
Variante final con motor Piaggio P.VIII, 72 construidos.

## Operadores
Italia
- Regia Aeronautica

 Estados Unidos
- Agregaduría Militar: dos Ro.1, con números de registro estadounidenses, fueron utilizados por los agregados militar y naval de Estados Unidos en Roma.

## Especificaciones técnicas (Ro.1)
Referencia datos: AnnuarioEnciclopedia Ilustrada de la Aviación

### Características generales
- Tripulación: 2-3
- Longitud: 9,5 m (31 ft)
- Envergadura: 15,3 m (50,2 ft)
- Altura: 3,3 m (10,8 ft)
- Superficie alar: 39,3 m² (423 ft²)
- Peso vacío: 1148 kg (2530,2 lb)
- Peso máximo al despegue: 1848 kg (4073 lb)
- Planta motriz: 1× motor radial de nueve cilindros refrigerado por aire Alfa Romeo Jupiter.
  - Potencia: 309 kW (426 HP; 420 CV)

### Rendimiento
- Velocidad máxima operativa (Vno): 227 km/h (141 MPH; 123 kt)
- Velocidad crucero (Vc): 206 km/h (128 MPH; 111 kt)
- Alcance: 1200 km (648 nmi; 746 mi)
- Techo de vuelo: 6000 m (19 685 ft)
- Régimen de ascenso: 11,9 min a 3000 m
- Carga alar: 64,5 kg/m² (13,2 lb/ft²)

### Armamento
- Ametralladoras: 

  - 2 de 7,7 mm
- Bombas: 210 kg

## Aeronaves relacionadas

### Desarrollos relacionados
- Fokker C.V

### Secuencias de designación
- Secuencia Ro._ (interna de IMAM): Ro.1 - Ro.5 - Ro.10 - Ro.26 →